# 奧斯曼議會
奧斯曼議會（鄂圖曼土耳其語：‎），是奧斯曼帝國時期的立法機構，實行代議民主制。它由兩院組成，分別是上議院和下議院。
議會制度始於1876年，並持續到1878年，當時議會被蘇丹阿卜杜勒-哈米德二世解散。它在第二憲政時代（1908年後）重新進行了實質性的改革並容許新成立的政黨參與，並一直持續到伊斯坦堡被協約國佔領，1922年帝國解體之後。
土耳其大國民議會的許多成員是原奧斯曼議會的議員。